# Richard Terrile
Richard Terrile (New York, 22 marzo 1951) è un astronomo statunitense.
Appartiene al gruppo di scienziati che ha studiato immagini e dati inviati a Terra dalle sonde Voyager; si è reso scopritore di numerosi satelliti naturali dei giganti gassosi del sistema solare esterno.

## Biografia
Terrile studiò presso l'Università di New York a Stony Brook, conseguendo una doppia laurea in Fisica ed Astronomia; proseguì gli studi con un dottorato in Scienze Planetarie presso il Californian Institute of Technology, potendo al contempo usufruire del telescopio di 5 metri di Monte Palomar. Un suo maestro fu Tobías C. Owen.
Negli anni ottanta Terrile fu protagonista di diverse scoperte in campo astronomico:
- Nell'ottobre 1980 scoprì, grazie alle fotografie del Voyager 1, Atlante, satellite naturale di Saturno.
- Notò per primo l'eccentricità dell'orbita di Telesto, un altro satellite di Saturno, e di conseguenza l'eccentricità dell'Anello F del pianeta.
- Il 20 gennaio 1986 scoprì Cordelia e Ofelia, satelliti naturali di Urano nonché pastori dell'Anello Epsilon.
- Nel 1989 scoprì Naiade e Talassa, satelliti di Saturno.

Terrile ha partecipato a numerosi progetti della NASA in qualità di astronomo, specialmente nello studio dei pianeti extrasolari.
| Controllo di autorità | VIAF (EN) 58742625 · ISNI (EN) 0000 0000 4169 1371 · LCCN (EN) no2002008376 |